# Haemodorum distichophyllum
Haemodorum distichophyllum är en enhjärtbladig växtart som beskrevs av William Jackson Hooker. Haemodorum distichophyllum ingår i släktet Haemodorum och familjen Haemodoraceae. Inga underarter finns listade.